# Néstor García Veiga

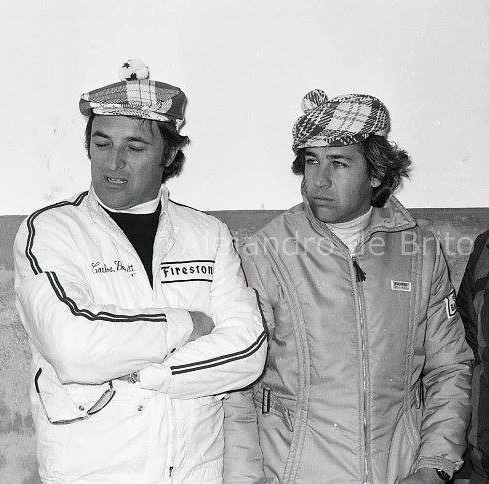
García Veiga junto a Carlos Pairetti en 1973.

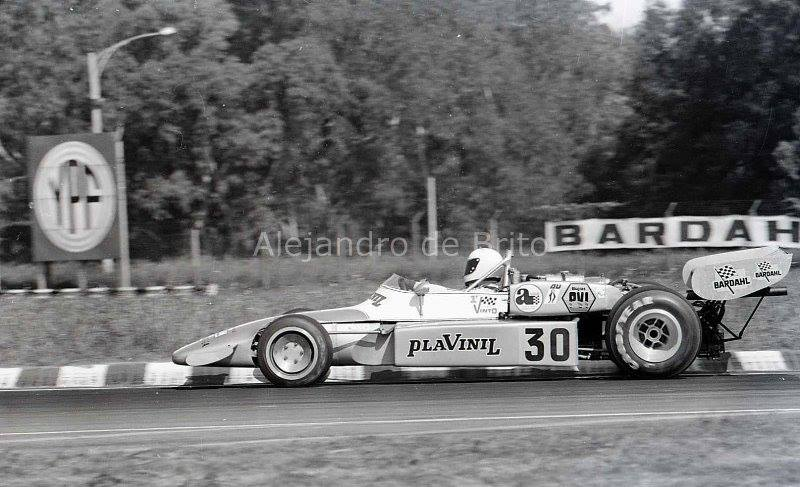
García Veiga en Fórmula 1 Mecánica Argentina 1973.

Néstor Jesús García Veiga (Arrecifes, Buenos Aires, 27 de marzo de 1945) es un expiloto argentino de automovilismo y rally.

## Biografía
Compitió en diferentes categorías nacionales, destacándose en el Sport Prototipo Argentino, Fórmula 1 Mecánica Argentina y Turismo Carretera. Tuvo también incursiones a nivel internacional, compitiendo en los sport prototipo internacionales, en las 24 Horas de Daytona y en la Fórmula 5000 Estadounidense. A nivel nacional se consagró campeón en 1970 del Campeonato Argentino de Sport Prototipo y en 1973, lo hizo dentro de la Fórmula 1 Mecánica Argentina.
Fue el primer piloto en ganar con el modelo Chevrolet Chevy dentro del Turismo Carretera, obteniendo el triunfo en la Vuelta de Salta de 1971 al comando de un modelo 4 puertas del equipo oficial. Dicha victoria, lo hizo ingresar en el historial de ganadores como el ganador número 107.
En el año 1975, fue el piloto que iba a competir en el Campeonato Mundial de Fórmula 1 con un monoplaza diseñado por Oreste Berta, pero el proyecto, denominado Berta F1, se canceló. Continuó compitiendo en otras categorías de nivel nacional, alejándose definitivamente de la práctica deportiva en el año 1986.

## Trayectoria
| 1967    | Turismo Carretera                                    |
| 1967    | Turismo Nacional                                     |
| 1968    | Turismo Carretera                                    |
| 1969    | Turismo Carretera                                    |
| 1969    | F1 Mecánica Argentina                                |
| 1969    | Sport Prototipo Argentino                            |
| 1970    | Campeón de Sport Prototipo Argentino                 |
| 1970    | F1 Mecánica Argentina                                |
| 1970    | 1000 km de Buenos Aires                              |
| 1971    | Campeonato Mundial de Sport Prototipos               |
| 1971    | 24 Horas de Daytona                                  |
| 1971    | Turismo Carretera                                    |
| 1973    | Campeón de F1 Mecánica Argentina                     |
| 1973    | 24 Horas de Le Mans                                  |
| 1974    | Fórmula 5000 Estadounidense                          |
| 1975    | Turismo Nacional                                     |
| 1976    | Turismo Nacional                                     |
| 1977    | Turismo Nacional                                     |
| 1978    | Turismo Nacional                                     |
| 1979    | Turismo Nacional                                     |
| 1980    | Turismo Nacional                                     |
| 1981    | Turismo Nacional                                     |
| 1982    | Club Argentino de Pilotos                            |
| 1983    | Club Argentino de Pilotos                            |
| 1984    | Club Argentino de Pilotos                            |
| 1985    | Club Argentino de Pilotos                            |
| 1986    | Club Argentino de Pilotos y Turismo Competición 2000 |
| Fuente: |                                                      |

## Resultados

### Fórmula 1
(Clave) (negrita indica pole position) (cursiva indica vuelta rápida)

| Año     | Escudería    | 1       | 2       | 3   | 4   | 5   | 6   | 7   | 8   | 9   | 10  | 11  | 12  | 13  | 14  | Pos. | Puntos |
| ------- | ------------ | ------- | ------- | --- | --- | --- | --- | --- | --- | --- | --- | --- | --- | --- | --- | ---- | ------ |
| 1975    | Oreste Berta | ARG DNP | BRA DNP | RSA | ESP | MON | BEL | SWE | NED | FRA | GBR | GER | AUT | ITA | USA | NC   | 0      |
| Fuente: |              |         |         |     |     |     |     |     |     |     |     |     |     |     |     |      |        |

#### Resultados fuera del campeonato de Fórmula 1
(Clave) (negrita indica pole position) (cursiva indica vuelta rápida)

| 1971    | Luigi Chinetti | ARG Ret | ROC | QUE | SPR | SIL | RIN | OUL | VIC |
| Fuente: |                |         |     |     |     |     |     |     |     |

## Palmarés
| Campeón | Sport Prototipo Argentino    | Chelco-Chevrolet | 1970 |
| Campeón | Fórmula 1 Mecánica Argentina | Berta-Tornado    | 1973 |
| Fuente: |                              |                  |      |